# Sue Carol
Pour l’article homonyme, voir Carol.
Sue Carol (30 octobre 1906 - 4 février 1982), née Evelyn Jean Lederer, est une actrice américaine de la période tardive du cinéma muet. Promue « WAMPAS Baby Stars » de la saison 1928, sa carrière cinématographique s'étend de 1927 à 1937. À l'issue de cette dernière, elle devient agent artistique avec son dernier mari Alan Stuart. Elle meurt d'un infarctus à Los Angeles en 1982.

## Biographie
Elle naît à Chicago, au sein d'une famille juive émigrée aux États-Unis, d'un père autrichien, Samuel Lederer  et d'une mère allemande, Caroline. Alors qu'elle travaille en qualité d'agent social à Los Angeles en 1927, un directeur de studio lui propose un rôle dans un film. Elle enchaîne avec une série de rôles mineurs. Ses films marquants sont Fox Movietone Follies of 1929 et Folle jeunesse (Girls Gone Wild), tous deux de 1929 et réalisés par Cecil B. DeMille dans les Studios de la Metro-Goldwyn-Mayer. Après son départ de l'industrie du cinéma, elle ouvre sa propre agence d'Agents d’artistes, The Sue Carol Agency.

## Vie privée
Elle épouse à 18 ans, Allen H. Keefer, un responsable des achats de la société Chicago stock yard, dont elle divorce en 1929. En juillet 1929, elle se fiance avec l'acteur Nick Stuart puis se marie en novembre. Ils tourneront ensemble dans trois films. Une fille naît en 1932, Carol Lee Ladd, qui deviendra actrice et sera mariée brièvement à l'acteur Richard Anderson,.
Sue Carol est inquiétée puis acquittée dans une affaire de disparition du bébé d'une famille de Brooklyn (New York). La famille s'était plainte que le bébé avait été pris pour adoption par une femme disant agir au nom d'une personne du nom de Carol.
En 1942, Sue Carol épouse l'un des clients de son agence artistique, l'acteur Alan Ladd. Ils auront un fils, David, et une fille Alana Ladd Jackson laquelle épousera l'animateur radio Michael Jackson. Sue Carol est aussi la belle-mère d'Alan Ladd, Jr. Son mari travaillera avec elle jusqu'à son décès en 1964 par overdose de drogue.
Sue Carol meurt d'un infarctus en 1982. Elle est inhumée aux côtés de son dernier mari au Parc cimetière du mémorial de Forest Lawn de Glendale en Californie.
Pour sa contribution à l'industrie du cinéma, Sue Carol a une étoile sur la Walk of Fame d'Hollywood, au no 1639 N.Vine Street. En 1998, une palme d'étoile dorée lui est dédiée sur la Walk of Stars de Palm Springs à Glendale en Californie,.

## Filmographie partielle

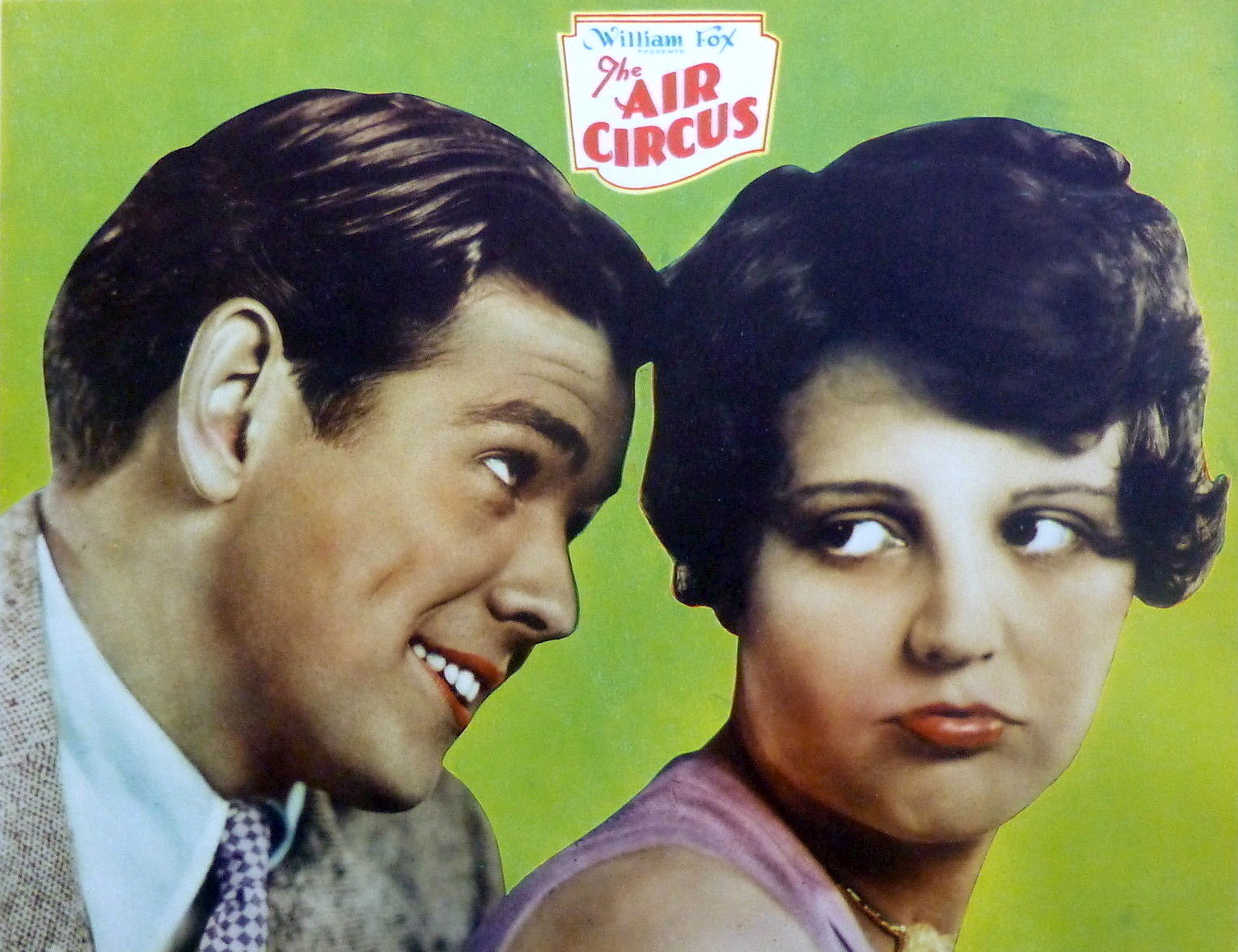
Affichage du film Les Rois de l'air (1928)

- 1927 : Esclaves de la beauté de John G. Blystone : Dorothy Jones
- 1927 : Soft Cushions : la fille, de Edward F. Cline
- 1928 : The Cohen and Kellys in Paris de William Beaudine : Sadye Cohen
- 1928 : Skyscraper de Howard Higgin : Sally
- 1928 : Nuit de folie (Walking Back)  de Rupert Julian et Cecil B. DeMille : Patsy Schuyler
- 1928 : Beau Broadway de Malcolm St. Clair  : Mona
- 1928 : Win That Girl : Gloria Havens, de David Butler
- 1928 : Le Danseur de Moscou (Captain Swagger) de Edward H. Griffith : Sue
- 1928 : Les Rois de l'air (The Air Circus) de Howard Hawks et Lewis Seiler : Sue Manning
- 1929 : It Can Be Done de Fred C. Newmeyer  : Anne Rogers
- 1929 : Folle jeunesse (Girls Gone Wild) de Lewis Seiler : Babs Holworthy
- 1929 : Fox Movietone Follies of 1929 (autres titres : Movietone Follies of 1929 ou The William Fox Movietone Follies of 1929) de  David Butler
- 1929 : L'amour dispose (The Exalted Flapper) de James Tinling : Princess Izola
- 1929 : Chasing Through Europe de  David Butler et Alfred L. Werker : Linda Terry
- 1929 : Why Leave Home? de Raymond Cannon : Mary
- 1930 : Cœurs farouches (The Lone Star Ranger) de A.F. Erickson : Mary Aldridge
- 1930 : The Big Party de John G. Blystone : Flo Jenkins
- 1930 : Vos mollets, Mesdames (The Golden Calf) de Millard Webb : Marybelle Cobb
- 1930 : Dancing Sweeties de Ray Enright : Molly O'Neil
- 1930 : She's My Weakness de Melville W. Brown : Miss Marie Thurber
- 1930 : Check and Double Check de Melville W. Brown : Jean Blair
- 1930 : The Big Party de John G. Blystone : Flo Jenkins
- 1931 : Graft de Christy Cabanne : Constance Hall
- 1931 : Amour et Devoir (In Line of Duty) de Bert Glennon : Felice Duchene
- 1933 : Secret Sinners de Wesley Ford : Marjorie Dodd
- 1933 : Straightaway (en) de Otto Brower : Anna Reeves
- 1937 : A Doctor's Diary de Charles Vidor : Mme Mason